# Salomé con la cabeza de Juan el Bautista (Caravaggio, Madrid)
Salomé con la cabeza de Juan Bautista es un óleo de Caravaggio, datado en 1609. Actualmente pertenece a Patrimonio Nacional y se exhibe en Madrid, en la nueva Galería de las Colecciones Reales vecina al Palacio Real. Sobre su procedencia subsisten dudas: se suponía que Carlos VII de Nápoles —que reinó en España como Carlos III— lo llevó a Madrid en su colección particular, pues se contaba entre sus cuadros favoritos; pero investigaciones recientes adelantan su llegada a España a mediados del siglo XVII. Narra la escena bíblica de Salomé que pidió en bandeja la cabeza de Juan el Bautista, que ha sido representada como  "Salomé con la cabeza del Bautista".
Giovanni Bellori escribió la primera biografía de Caravaggio en 1672, donde afirma que este cuadro fue hecho para el gran maestre de la Orden de Malta, Alof de Wignacourt, retratado ya en Retrato del gran maestre de la Orden de Malta Alof de Wignacourt. Sin embargo, la barca en que fue llevada a Malta fue detenida por el Reino de Nápoles, quedando la obra en posesión de los reyes hasta que en 1759, Carlos III de España, la llevó a su corte. No obstante, en el catálogo de Patrimonio Nacional elaborado para la exposición  De Caravaggio a Bernini. Obras maestras del Seicento italiano en las Colecciones Reales, Maria Cristina Terzaghi afirma lo siguiente en relación a esta obra:
" Sobre la mención más antigua del lienzo, ya no es posible aceptar su identificación con la obra que envió Caravaggio a Alof de Wignacourt, gran maestre de la Orden de Malta, tras el regreso del pintor a Nápoles en 1609. De las dos versiones conocidas del tema (la que aquí se examina y la que se conserva actualmente en la National Gallery de Londres), la historia de la obra de Madrid parece excluir su paso por Malta.

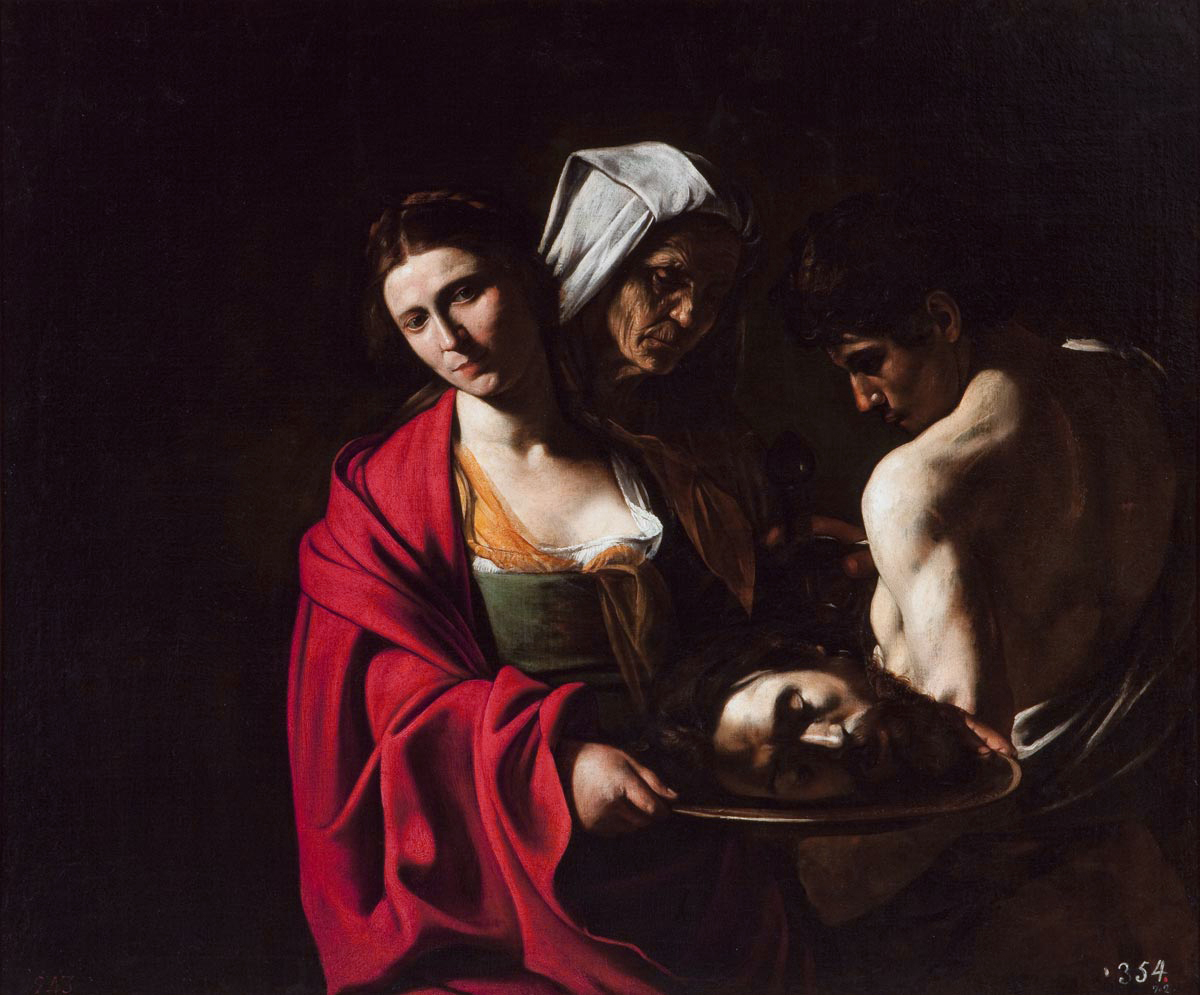
Aspecto de la obra antes de su última restauración en 2016.

El lienzo debe ser relacionado con toda probabilidad con una mención del inventario de los bienes de García de Avellaneda y Haro, conde de Castrillo y virrey de Nápoles entre 1653 y 1659. A comienzos de 1657, el virrey poseía ciento ochenta y tres pinturas, entre las que se cita: “Un quadro de la degollación de San Juan con la mujer que recibe la cabeza del Santo, el verdugo y una vieja al lado de seis palmos con marco negro de peral es original de Caravacho”. A este respecto, hay que precisar que el inventario utiliza la unidad de medida local (un palmo napolitano = 26,367 cm), y por consiguiente las dimensiones del lado vertical del cuadro (con marco incluido) serían 158,202 cm, lo que resulta compatible del todo con la longitud del cuadro del Palacio Real de Madrid. La historia de la colección del virrey y las menciones de inventario sucesivas apoyan tal identificación.
García de Avellaneda y Haro, conde de Castrillo (1588?-1670), era un personaje de cierta relevancia en el ámbito del mecenazgo artístico de mediados del siglo XVII. En efecto, sabemos que Felipe IV encargó a Diego Velázquez en 1656 que organizase el traslado a El Escorial de cuarenta cuadros, entre ellos algunos de los “que dio a Su Majestad don García de Avellaneda y Haro, conde de Castrillo”. Si efectivamente la misión se llevó a cabo en 1656, nuestro lienzo no debía de formar parte de este lote.
Volviendo ahora a la procedencia de la Salomé, el lienzo aparece en la relación de bienes de los reyes españoles a partir de 1666, cuandose incluye en el primer inventario del Alcázar redactado tras el regreso de Castrillo a España, con el número 242: “Otra [pintura] del Caravacho de la degollación de S. Joan Bautista de vara y media de largo y de alto vara quarta [tasado] en 100 duc[ado]s de plata”. "
Está considerada una de las mejores obras de la época final de Caravaggio, por el bello colorido, el vívido contraste de luces característico del tenebrismo (que Caravaggio había atemperado en sus últimas obras) y el verismo de los tipos humanos. Los estudiosos han apuntado que la cabeza del bautista en el plato podría tratarse de un autorretrato de Caravaggio. Es, de cualquier forma, una de las obras más destacadas de su autor de las apenas cinco que se conservan en España.